# Омагуа (народ)
Омагуа (омагва, камбеба, умана) — индейский народ, проживающий в бассейне Амазонки на территории Бразилии. Говорят на языке омагуа.
В верованиях омагуа доминирующую роль играло поклонение солнцу. В центре поселений располагались здания длиной примерно в 60 м (200 футов), обладавшими двумя дверьми и служившие местом отправления культа: своего рода «монастырями» и одновременно храмами Солнца, где совершались жертвоприношения. Двери жилищ омагуа были обращены на восток. Также омагуа употребляли порошок «курупа», получавшийся из растений, обладающих наркотическими свойствами. Порошок нюхали, как табак, посредством Y-образной тростинки, употребление вызывало опьянение, продолжавшееся целые сутки и сопровождавшееся причудливыми видениями.
Омагуа были одними из самых высокоразвитых амазонских народов, встреченных европейцами. Легенды о богатстве камбеба стали причиной нескольких экспедиций в места их проживания, из которых наиболее известными были экспедиции Дж. оф Спайрса в 1536 году, Ф. фон Хуттена в 1541 году и Педро де Урсуа в 1560 году В 1645 г. иезуиты начали миссионерскую деятельность среди камбеба. В 1687 г. отец Фриц, который считается крестителем племени камбеба, основал сорок миссионерских поселений.